# Lenard Chroen
Lenard Chroen, slovenski sodnik in ljubljanski župan, * 1520, † 1585. 
Chroen (Hren) je bil župan Ljubljane v letih 1565, 1566, 1577, 1578 in 1581. Njegov sin je bil škof Tomaž Hren.